# Cyclanthera monticola
Cyclanthera monticola är en gurkväxtart som beskrevs av Howard Scott Gentry. Cyclanthera monticola ingår i släktet springgurkor, och familjen gurkväxter. Inga underarter finns listade i Catalogue of Life.